# Me hipnotizas
«Me hipnotizas» es el segundo sencillo del quinto álbum de estudio Mi delirio (2009) de la cantante mexicana Anahí. Fue confirmada como segundo sencillo y lanzado el 22 de febrero del 2010 a las radios. El 16 de marzo de 2010 la canción fue lanzada mundialmente a la venta a través de descarga digital.
La canción fue escrita por la cantante mexicana Gloria Trevi y producida por los intregrantes de Kinky, Gil Cerezo y Ulises Lozano. Musicalmente, «Me hipnotizas» es una canción dance-pop que incorpora elementos de electrónica. 
El video musical de la canción fue dirigido por Ricardo Moreno y filmado en Woodland Hills, California. La canción ganó el Premios Orgullosamente Latino a la canción latina del año.

## Antecedentes

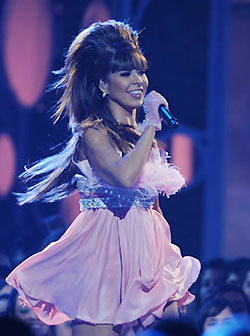
Gloria Trevi compositora de la canción.

A principios de agosto de 2009, Anahí reveló que Gloria Trevi le había escrito dos canciones, que había compuesto para su nuevo álbum. Gloria confirmó dicha información durante una entrevista para El gordo y la flaca, donde comentó «Con muchísimo cariño le hice unos temas, se los di pero con la ilusión de que la lleve, en su carrera como solista, a gustarle todavía más a ese público que la quiere muchísimo». Más tarde, el 20 de agosto de 2009 se reveló el nombre de la canción producida por Gil Cerezo y Lozano Ulises integrantes de Kinky y posiblemente para incluirla en su álbum.
Finalmente la canción se incluyó, la otra canción titulada «Mala suerte» escrita por Gloria, no fue incluida en Mi delirio, pero se encuentra su versión estudio en Youtube. Dicha canción fue presentada en vivo el 5 de noviembre de 2009 en el concierto dado en Río de Janeiro, Brasil. 
El 6 de enero de 2010, a través de su Twitter oficial, la cantante pidió a sus fanes que la ayudaran a decidir cuál de las canciones del álbum sería su segundo sencillo a nivel mundial. Entre las postuladas estaban «Me hipnotizas», «Él me mintió» y «Para qué». El 13 de abril de 2010, la cantante sube en su cuenta oficial en Twitter «Me hipnotizas!! Y pido perdón arrepentida,, hay algo en tus ojos q amo amo te amo amooooo te amoooo mi amor!!». En entrevista para Univisión, Anahí habló sobre su nuevo sencillo y reveló: «Ella ya me conoce, sabe que soy intensa y que tenía que ser una canción que dijera muchas verdades y me hizo 'Me hipnotizas', donde se supone que yo estoy harta y decidida a mandar al diablo al fulanito y de repente lo veo y me hipnotiza otra vez».

«Tengo una canción que me escribió Gloria, yo la llame y le dije 'Gloria regálame una canción, órale, yo quiero que tu te inspires en mi para hacer una canción. La admiro mucho, la verdad me parece una excelente compositora, una gran cantante, una artista completa».
Anahí sobre Gloria Trevi, entrevista con Univisión. 

## Recepción
La canción alcanzó la posición once del top general y la séptima posición del top pop de Monitor Latino en México. En el Top 100 México obtuvo el puesto veintitrés, siendo esta su mejor posición. «Me Hipnotizas» estuvo durante más de un mes en la lista de los 40 Principales México, alcanzando el puesto once. Y fue considerada una de las canciones más bonitas del 2010. 
En Argentina su mayor posición en el chart Top 100 Argentina fue el puesto cincuenta y dos y estuvo en la lista por catorce semanas. En el Top 100 Chile se posicionó en el puesto sesenta y cuatro. En el Top 100 Brasil obtuvo el segundo puesto, siendo esta su mejor posición. En el Top 40 Costa Rica obtuvo el puesto dieciséis, siendo esta su mejor posición. En Ecuador la canción obtuvo el noveno puesto del Top 40 Ecuador, siendo esta su mejor posición. En el Top 40 de Honduras el sencillo se posicionó en el puesto trece, en el Top 40 Panamá en el puesto treinta y uno, y en Top 40 Nicaragua en el noveno puesto.

## Presentaciones en vivo

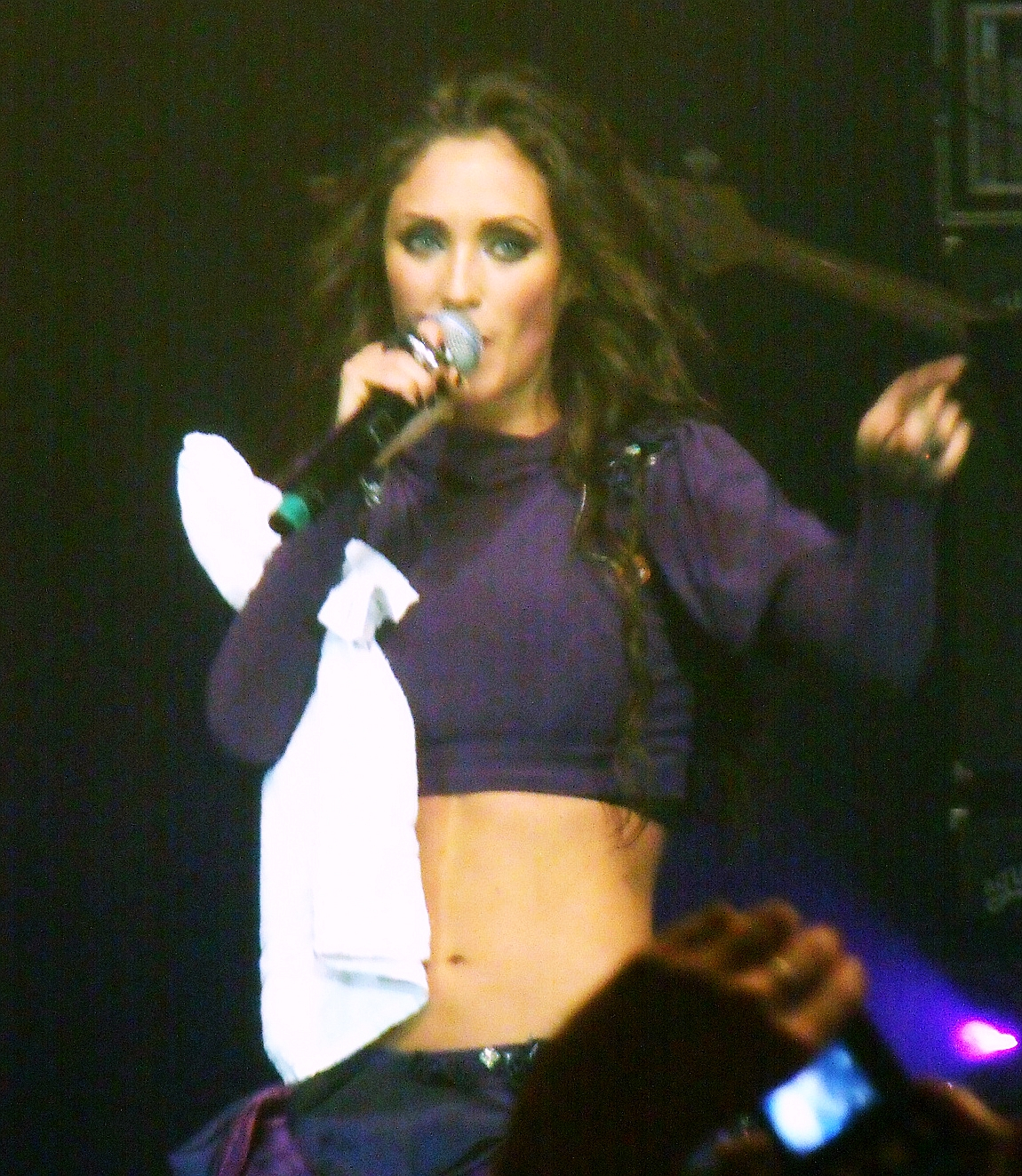
Anahí durante MDWT, en Sao Paulo, Brasil, 2010.

En febrero de 2010, la canción fue confirmada como el siguiente sencillo. El 6 de febrero de 2010 fue interpretada en vivo por primera vez en el programa Muevete en México. El mismo día visita el programa En Familia con Chabelo, interpretando tanto su primer sencillo «Mi delirio», seguido de la interpretación de «Me hipnotizas». El 3 de marzo de 2010, Anahí canta A capela el sencillo en el programa Mojoe conducido por Yolanda Andrade y Montserrat Oliver.
La canción es incorporada al setlist de "Mi delirio World Tour", y es interpretada por primera vez en los conciertos otorgados en Serbia, Rumania y Eslovenia, le siguieron sus primeros conciertos en México, en el Teatro Metropólitan la canción estuvo acompañada de una coreografía realizada por niñas que llevaban puesto ropa blanca y gorritas color violeta. El 9 de junio de 2010, incluye el tema en el setlist del show acústico que interpretó para Ritmoson latino.
El 2 de septiembre de 2010, interpreta el sencillo en el programa Despierta América en México.  El 4 de septiembre de 2010, interpreta el tema en los Kids Choice Awards México como parte de su setlist, donde presenta por primera vez la versión remix del sencillo. El 10 de octubre, se presentó en el programa brasileño Domingo Legal, con la versión remix de la canción. El 6 de diciembre de 2010, interpreta la canción como parte del setlist en el último episodio del programa Décadas.

## Video musical

### Desarrollo y lanzamiento
El vídeo musical de «Me hipnotizas» fue grabado en Woodland Hills (California), fue dirigido por Ricardo Moreno y el concepto fue creado por Anahí. Para esta filmación, que se llevó a cabo en Los Ángeles, California, se requirió un equipo de cuarenta personas en el que hubo personal de países como Japón, Argentina, Rusia, España, Estados Unidos, Israel y México. La postproducción se realizó en más de un mes en Filipinas, España y Estados Unidos. La filmación se realizó en seis horas, aunque Anahí estuvo involucrada durante todo el proceso creativo e incluso colaboró en el diseño de vestuario, en las propuestas de animación y hasta en el maquillaje.
El 12 de abril de 2010, Anahí publica en Twitter sobre el comienzo de la filmación:

Gracias a todos x sus msjs! En un ratito empezamos a filmar me hipnotizas así que de descansar nada!
Anahí.

El 24 de abril de 2010, Anahí sube a su canal en Youtube un video con bailarines expertos del Krumping que estarían en el video del sencillo. El 24 de mayo de 2010 se subió el primer adelanto del video en AnahiChannelOne. Al día siguiente se sube el segundo preview del videoclip. El 26 de mayo de 2010, se sube junto al Hashtag VotenAnahiPJ un tercer adelanto de veintisiete segundos que deja ver tres de las escenas del video. El mismo día se sube un cuarto adelanto de catorce segundos. El 31 de junio de 2010, se sube el último adelanto del video musical junto al Hashtag MeHipnotizasVideo.
Se programó para estrenarse el 7 de junio de 2010, pero finalmente su estreno mundial fue el 1 de junio de 2010 por MTV Tr3s, simultáneamente estrenado en el canal oficial de YouTube de EMI. Anahí publicó «Nuestro nuevo video!! "Me hipnotizas" 1 junio mtv!! Jaaaaa no es 7 es 1 de junio!!! Que emoción!!!». En junio de 2010, se subió al canal oficial en Youtube dos videos detrás de cámaras que mostraron el proceso de grabación del video. El 15 de junio de 2010 el video es lanzado en descarga digital, posicionándose en el primer puesto del top musicales latino.

### Sinopsis
En dicho video aparecen numerosas escenas. Anahí, quién es gran amante de la naturaleza, demostró con estas ideas la calidez y la comodidad que le inspira estar en el bosque, además, contiene otro mensaje para los fanáticos de esta intérprete mexicana y es la negatividad de la guerra. Por una parte, Anahí aparece con un look "hippie" sobre un lecho de hojas y en un frondoso bosque en el cual aparece un árbol con ojos y boca que le transmite sus poderes "hipnotizantes" mientras Anahí sostiene una estrella. La idea de Anahí en esta escena no fue otra que representar su amor y el respeto hacia la naturaleza. Por otra parte, encontramos una segunda escena en la que Anahí aparece vestida con atuendos romanos, siendo llevada como esclava por los soldados romanos ante el emperador, al cual ella pretende hipnotizar. Es con dichos soldados con los que aparece realizando la coreografía que ocupa el estribillo. En tercer lugar, se representa una escena en la que Anahí cruza un pasillo delimitado por una serie de hombres y mujeres armados con cajas cubriéndoles la cabeza. Anahí, cual misionera de la paz, con una paloma entre sus brazos, elimina el sentimiento de la guerra en estos hombres, quienes sueltan las armas y se quitan las cajas de la cabeza. El mensaje que se pretende dar es, principalmente, el de paz y la falta de humanidad en la guerra. Seguidamente, Anahí aparece rodeada de dos robots con los que realiza una coreografía al unísono. Esta escena sirve como nexo para la última, en la que Anahí aparece como "street dancer" junto a otras mujeres, quienes resultan vencedores frente a los hombres en una competencia de "street dance".

### Recepción
De acuerdo con la revista Quien en el video «Me hipnotizas», Anahí «lució muy sexy, coqueteó a las cámaras y lució su esbelta figura», y reseñó que «la artista mostró los dotes que tiene para el baile». Según Terra, Anahí mostró que es una gran amante de la naturaleza, demostrando con estas ideas la calidez y la comodidad que le inspira estar en el bosque, recrea además otro mensaje que es la negatividad de la guerra. Univisión argumentó «Annie parece una bella 'Pocahontas' que se llena de la magia del bosque».
El sitio Entretengo reseñó que «Anahí luce nuevamente muy sexy, con un atuendo tipo árabe en tonos dorados que dejan al descubierto su esbelta figura». Aline Vieira de la revista brasileña Capricho reseñó que se sienten como «en un videojuego asistiendo al videoclip y nos encantó!».

### Posiciones del video
| Lista (2010)                        | Posición |
| ----------------------------------- | -------- |
| Top 10 MTV Brasil                   | 1        |
| Los 10+ pedidos MTV Norte           | 1        |
| Los 10+ pedidos MTV Centro          | 1        |
| Los 10+ pedidos MTV Sur             | 2        |
| Ranking Much Music                  | 1        |
| POPline Brasil                      | 1        |
| Top 10 Azteca                       | 9        |
| MTV Polonia                         | 7        |
| Los 15 Mejores Argentina            | 10       |
| Los 60 Mejores Argentina            | 37       |
| Youtube Music Most Viewed Today     | 4        |
| Listas de fin de año                |          |
| Los 100 + Pedidos del 2010 (Norte)  | 13       |
| Los 100 + Pedidos del 2010 (Centro) | 18       |
| Los 100 + Pedidos del 2010 (Sur)    | 81       |
| Los 100 Primeros del 2010           | 20       |
| MTV Tr3s Top 50 Rolas 2010          | 2        |

## Lista de canciones
- Descarga digital

| Me hipnotizas — Single |                 |          |  |
| N.º                    | Título          | Duración |  |
| 1.                     | «Me hipnotizas» | 3:53     |  |

- Sencillo en CD

| — Sencillo en CD - Edición estándar |                 |          |  |
| N.º                                 | Título          | Duración |  |
| 1.                                  | «Me hipnotizas» | 3:53     |  |

| — Sencillo en CD - Deluxe edition |                 |          |  |
| N.º                               | Título          | Duración |  |
| 1.                                | «Me hipnotizas» | 3:53     |  |

| Estados Unidos — Sencillo en CD - EP - Fan Edition |                  |          |  |
| N.º                                                | Título           | Duración |  |
| 1.                                                 | «Alérgico»       | 3:55     |  |
| 2.                                                 | «Me hipnotizas»  | 3:51     |  |
| 3.                                                 | «Pobre tu alma»  | 3:18     |  |
| 4.                                                 | «Mi delirio»     | 3:13     |  |
| 5.                                                 | «Ni una palabra» | 2:48     |  |
| 6.                                                 | «Aleph»          | 4:15     |  |

## Versiones
- Me hipnotizas Remix (Estrenada en el Go Any Go Tour)

## Créditos y personal
Créditos por Me hipnotizas:

### Personal
| - Composición – Gloria Trevi - Producción – Ulises Lozano, Gil Cerezo - Mixing – Andy Zulla en Sound Decision - Batería – Enrique "Bugs" Gonzáles - Fotografía – Klint&photo |

## Posicionamiento

### Semanales
| País       | Lista                         | Mejor posición |
| ---------- | ----------------------------- | -------------- |
| Perú       | Pop Latino Top 40             | 15             |
| Perú       | Pop Mix Top                   | 28             |
| México     | Mexican Airplay Pop Chart     | 7              |
| México     | Mexican Airplay General Chart | 11             |
| México     | México Top 100                | 23             |
| Bolivia    | Top 5 Ranking Bolivia         | 2              |
| Argentina  | Argentina Top 100             | 52             |
| Chile      | Chile Top 100                 | 64             |
| Brasil     | Brasil Top 100                | 2              |
| Costa Rica | Costa Rica Top 40             | 16             |
| Ecuador    | Ecuador Top 40                | 9              |
| Honduras   | Honduras Top 40               | 13             |
| Panamá     | Panamá Top 40                 | 31             |
| Nicaragua  | Nicaragua Top 40              | 9              |
| Uruguay    | Top 5 Ranking Uruguay         | 3              |
| Eslovenia  | Eslovenia IFPI                | 14             |

### Anuales
| País   | Lista        | Mejor posición |
| ------ | ------------ | -------------- |
| México | Top 100 2010 | 40             |
| Brasil | Top 200 2010 | 16             |

## Premios y nominaciones
| Año  | Ceremonia                     | Categoría              | Resultado | Ref.  |
| ---- | ----------------------------- | ---------------------- | --------- | ----- |
| 2010 | Premios Orgullosamente Latino | canción latina del año | Ganadora  | [ 8 ] |

## Lanzamiento
| Región              | Fecha                 | Formato        | Discográfica |
| ------------------- | --------------------- | -------------- | ------------ |
|                     | 22 de febrero de 2010 | Radio Premiere | EMI          |
| 16 de marzo de 2010 | Descarga digital      |                | EMI          |